# Epirrhoe supergressa
Epirrhoe supergressa är en fjärilsart som beskrevs av Butler 1878. Epirrhoe supergressa ingår i släktet Epirrhoe och familjen mätare. Inga underarter finns listade i Catalogue of Life.